# Creagh Glacier
Creagh Glacier är en glaciär i Antarktis. Den ligger i Östantarktis. Nya Zeeland gör anspråk på området. Creagh Glacier ligger 1 783 meter över havet.
Terrängen runt Creagh Glacier är huvudsakligen kuperad, men österut är den bergig. Trakten är obefolkad. Det finns inga samhällen i närheten. 